# Ферейдуншехр
Ферейдунше́хр (перс. فریدون‌شهر‎, груз. ფერეიდუნშაჰრი) — город в центральном Иране, в провинции Исфахан. Административный центр одноимённого шахрестана.

## География
Город находится в западной части Исфахана, в горной местности центрального Загроса, на высоте 2490 метров над уровнем моря.
Ферейдуншехр расположен на расстоянии приблизительно 135 километров к западу-северо-западу (WNW) от Исфахана, административного центра провинции и на расстоянии 318 километров к юго-юго-западу (SSW) от Тегерана, столицы страны.

## Население
По данным переписи, на 2006 год численность населения города составляла 13 475 человек.
В городе проживает одна из самых многочисленных в Иране общин этнических грузин-ферейданцев, переселённых в Персию в период правления шаха Аббаса I.

## Транспорт
Ближайший аэропорт расположен в городе Элигудерз, на расстоянии 33 км к северу от Ферейдуншехра.